# Une sœur
Une sœur is een Belgische korte film uit 2018, geschreven en geregisseerd door Delphine Girard en gebaseerd op een waargebeurd verhaal.

## Verhaal
’s Nachts, een auto en een vrouw Alie, die in gevaar is. Zij moet zo snel mogelijk telefonisch iemand proberen te bereiken. Ze krijgt een vrouw bij de hulpcentrale aan de lijn maar omdat ze in gevaar is doet ze tijdens het gesprek alsof ze met haar zus praat

## Rolverdeling
| Acteur            | Personage    |
| ----------------- | ------------ |
| Veerle Baetens    | L'opératrice |
| Selma Alaoui      | Alie         |
| Guillaume Duhesme | Dary         |

## Productie
Une sœur ging op 1 oktober 2018 in première op het Festival international du film francophone de Namur en won vier prijzen.
De film werd genomineerd voor de Oscar voor beste korte film voor de 92ste Oscaruitreiking.

## Prijzen en nominaties
Na zijn filmpremière werd de film vertoond in een aantal internationale filmfestivals en won meerdere prijzen. De belangrijkste:
| Jaar | Prijs                                                                           | Categorie                       | Genomineerde(n) | Uitslag     |
| ---- | ------------------------------------------------------------------------------- | ------------------------------- | --------------- | ----------- |
| 2020 | Academy Award                                                                   | Beste korte film                | Delphine Girard | Genomineerd |
| 2019 | Magritte du cinéma                                                              | Beste korte film                | Delphine Girard | Genomineerd |
| 2019 | Festival International du Court Métrage au Saguenay Regard sur le court métrage | Prix du Jury                    | Delphine Girard | Gewonnen    |
| 2019 | Le Court en dit Long                                                            | Prix du Public                  | Delphine Girard | Gewonnen    |
| 2019 | Rhode Island International Film Festival                                        | Grand Prix                      | Delphine Girard | Gewonnen    |
| 2018 | Festival International du Film Francophone de Namur                             | Prix du meilleur court métrage  | Delphine Girard | Gewonnen    |
| 2018 | Festival International du Film Francophone de Namur                             | Prix du Public Court Métrage    | Delphine Girard | Gewonnen    |
| 2018 | Festival International du Film Francophone de Namur                             | Prix BeTV – Court métrage belge | Delphine Girard | Gewonnen    |
| 2018 | Festival International du Film Francophone de Namur                             | Prix de l’Université de Namur   | Delphine Girard | Gewonnen    |